# Şehzade Mehmed
Pour les autres princes portant le même titre, voir Şehzade.
 (juillet 2014).
Si vous disposez d'ouvrages ou d'articles de référence ou si vous connaissez des sites web de qualité traitant du thème abordé ici, merci de compléter l'article en donnant les références utiles à sa vérifiabilité et en les liant à la section « Notes et références ».
Şehzade Mehmed (1521 - 6 novembre 1543) est le premier fils du sultan Soliman le Magnifique et Hürrem Sultan.

## Biographie
Il a été affecté à la règle à Manisa après son frère Şehzade Mustafa qui a été envoyé à Amasya. Selon certains historiens, il mourut de la variole. Sa seule fille était Hümaşah Sultan. Les historiens disent que Şehzade Mehmed ressemblait beaucoup à son demi-frère aîné, le Şehzade Mustafa. Il avait l'air de lui comme son modèle, et a eu une bonne relation avec lui depuis leur enfance. Et il a participé à la campagne glorieuse de son père (siège de Esztergom).
Une mosquée construite entre 1543 et 1548 porte le nom de Şehzade Mehmed à Istanbul.